# گربه‌خوان آرچبالد
گربه‌خوان آرچبالد (نام علمی: Archboldia papuensis) نام یک گونه از سرده آرچبالدی‌ها است.